# Fundação de Desenvolvimento Educacional do Paraná
Fundação de Desenvolvimento Educacional do Paraná (FUNDEPAR) é um organismo criado pelo governo estadual, durante a primeira gestão de Ney Braga, com a finalidade de incrementar as atividades educacionais do estado brasileiro do Paraná. Entre seus objetivos: construção de prédios escolares aos estudantes de estabelecimentos públicos, fornecimento de equipamentos para salas de aula e distribuição de merenda escolar. Outra atividade deste orgão é a promoção do Concurso Nacional de Contos: Tempos de Integração.